# HD 73526
HD 73526 ist ein Gelber Zwerg, der von mindestens zwei Planeten, HD 73526 b und HD 73526 c, umkreist wird. Der Stern besitzt die Spektralklasse G6V und die Leuchtkraftklasse V. Seine Masse liegt bei etwa 1,02 Sonnenmassen. Seine Begleiter wurden in den Jahren 2002 und 2006 durch Messungen seiner Radialgeschwindigkeit entdeckt.